# Gerard van Are

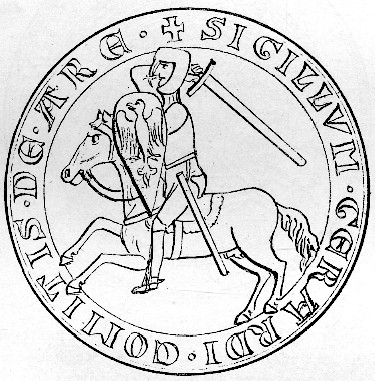
Zegel Gerard van Are

Gerard van Are (Burg Are, ±1100 - Bonn,  1169) was een geestelijke, die als proost van het kapittel van Sint-Servaas in Maastricht en het Cassius-stift in Bonn grote invloed had op de romaanse kerkenbouw rond het midden van de 12e eeuw.

## Biografische schets
Gerard stamde uit de invloedrijke familie van de graven van Are. Hij was vermoedelijk de tweede zoon van Diederik I van Are en was om die reden bestemd voor een loopbaan als geestelijke. In 1124 werd hij proost van het Cassisusstift in Bonn, waarmee hij de machtspositie van zijn familie langs de Rijn aanzienlijk wist te versterken. Waarschijnlijk was Gerard al vóór 1154 proost van het Sint-Servaaskapittel in Maastricht geworden, een functie waarin hij Arnold van Wied opvolgde.  Gerard van Are was tevens proost van de Lebuïnuskerk in Deventer. In 1156 hoopte hij Arnold van Wied op te volgen als aartsbisschop van Keulen, maar keizer Frederik I Barbarossa wist dat te verhinderen. Wel werd hij aartsdiaken van Keulen.
Gerard van Are stierf op  1169 in Bonn en werd aldaar in de Munsterkerk bijgezet. Op zijn grafmonument, dat helaas verloren ging, maar waarvan nog een 18e-eeuwse tekening resteert, staat hij afgebeeld met in zijn handen de oostpartij van het Bonner Munster en een boek.

## Nalatenschap
In 1149 kocht hij de onvoltooide burcht Drachenfels van aartsbisschop Arnold I van Keulen en liet deze afbouwen. Van de burcht is nog slechts een ruïne over.
Gerard van Are wordt gezien als de belangrijkste bouwheer van het Bonner Munster, een van de belangrijkste romaanse bouwwerken in het Rijnland. Vooral de oostpartij is indrukwekkend met een rijzige apsis met dwerggalerij en flankerende koortorens. Ook de kloostergang kwam onder proost Van Are tot stand en is nog grotendeels in originele staat. De vernieuwde kerk werd in 1153 ingezegend. Rond 1160 gaf hij (waarschijnlijk) de opdracht voor de bouw van de Sint-Helenakapel, de huiskapel van het Bonner kapittel.
Nadat Van Are ook in Maastricht proost was geworden, begon hij ook daar aan een bouwcampagne. Lange tijd werd gedacht dat de oostpartij van de Bonner Munsterkerk als voorbeeld diende voor de Sint-Servaaskerk, maar in 2002 toonde de Nederlandse kunsthistorica Elizabeth den Hartog aan dat het omgekeerde het geval was. De Maastrichtse oostpartij kwam waarschijnlijk al onder het bewind van de voorganger van Gerard van Are, Arnold van Wied, tot stand.
In 1166 liet Van Are in Bonn de stoffelijke resten van de heiligen Cassius en Florentius opgraven en in kostbare reliekschrijnen plaatsen. Bij de plechtigheid was ook de Keulse aartsbisschop Reinald van Dassel aanwezig. Rond deze tijd begon men in Maastricht, mogelijk op initiatief van Gerard van Are, met de vervaardiging van de Noodkist om daarin het gebeente van Sint-Servaas te plaatsen.

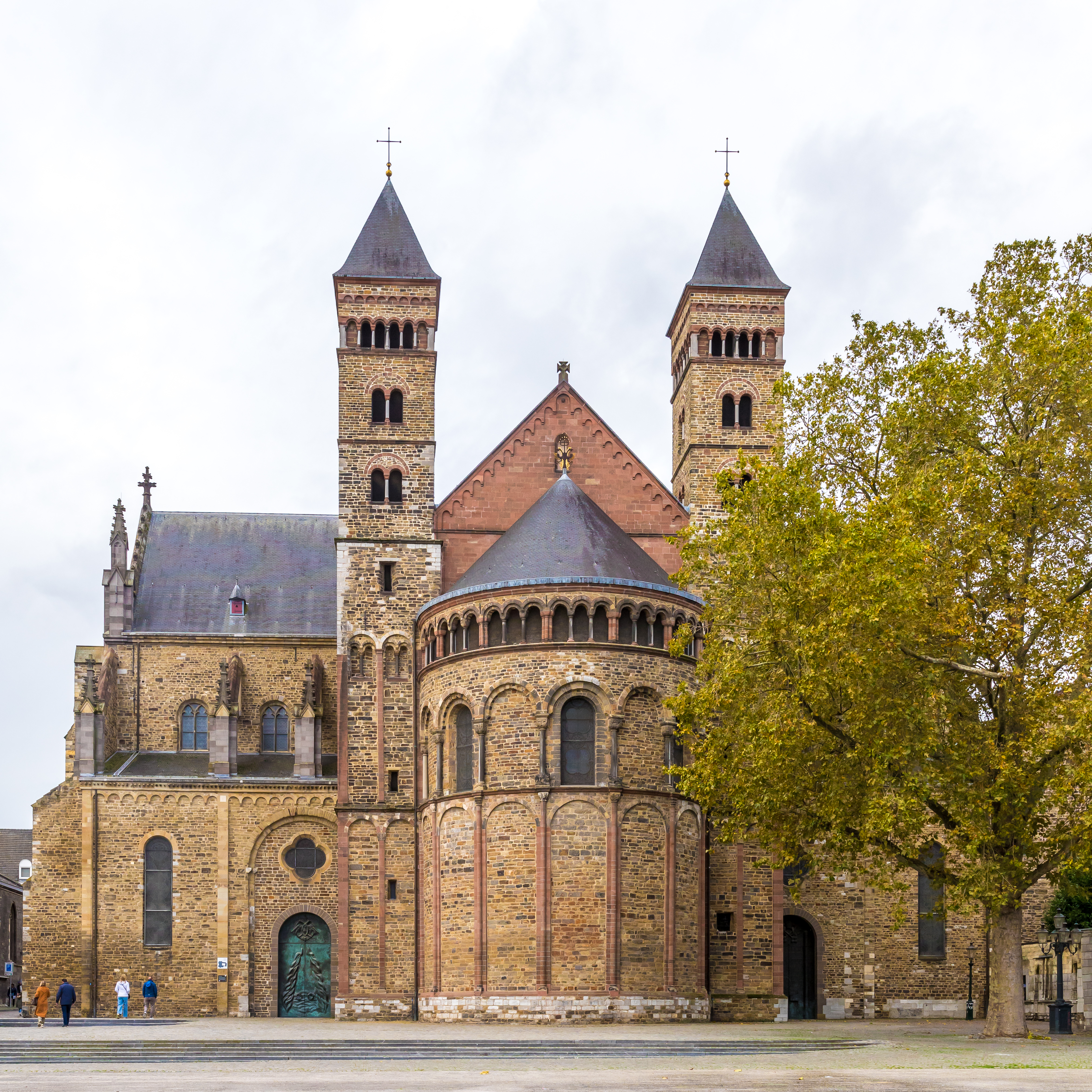
Oostpartij St-Servaaskerk
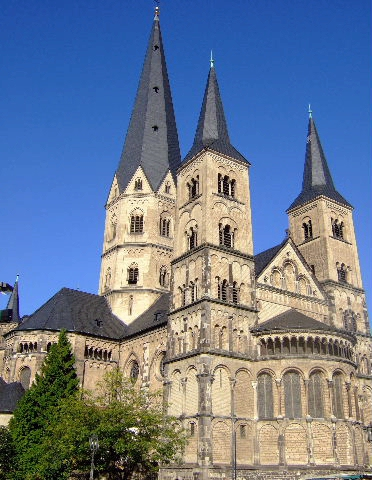
Oostpartij Bonner Munster
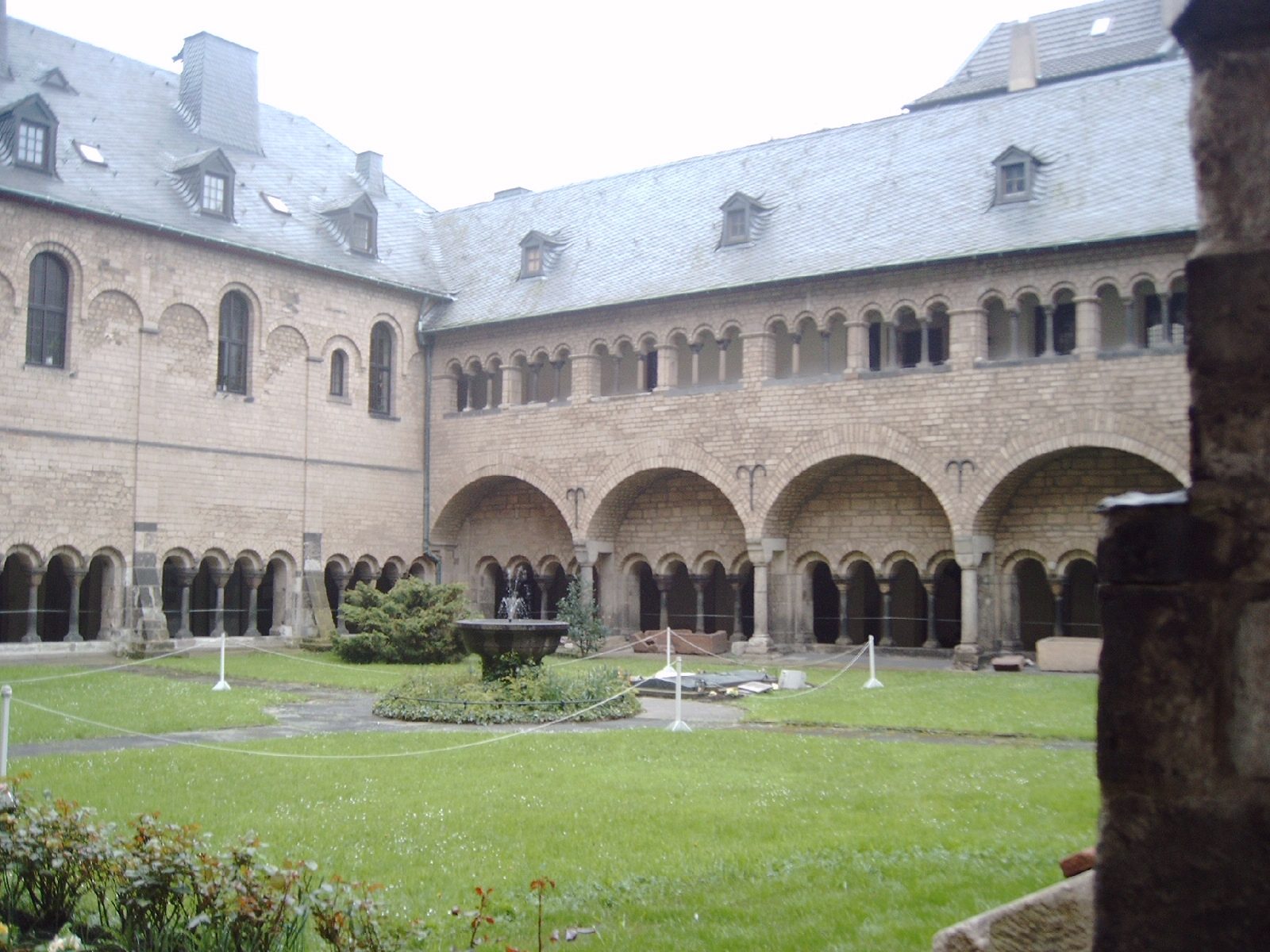
Kruisgang Bonn
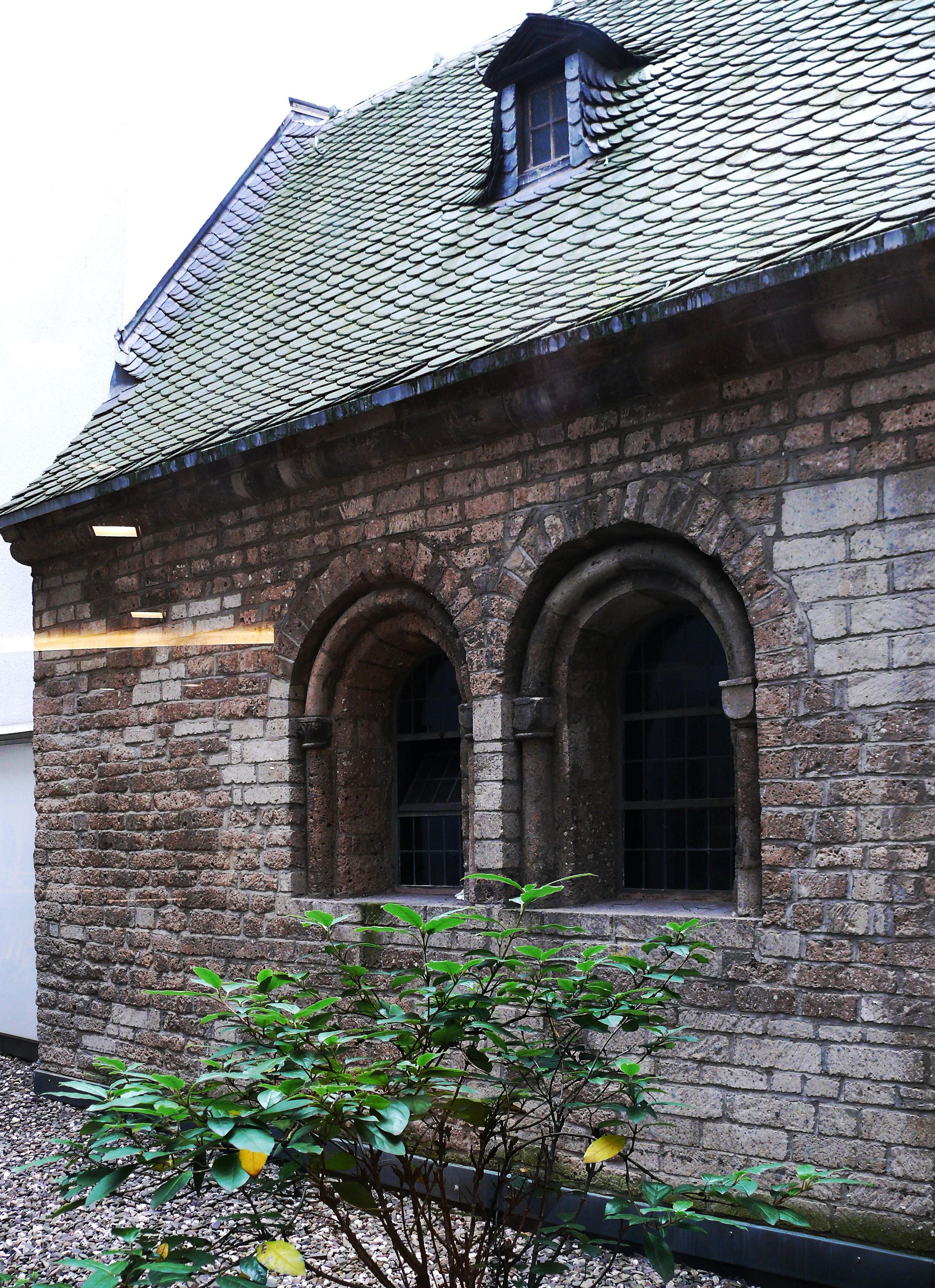
Sint-Helenakapel, Bonn
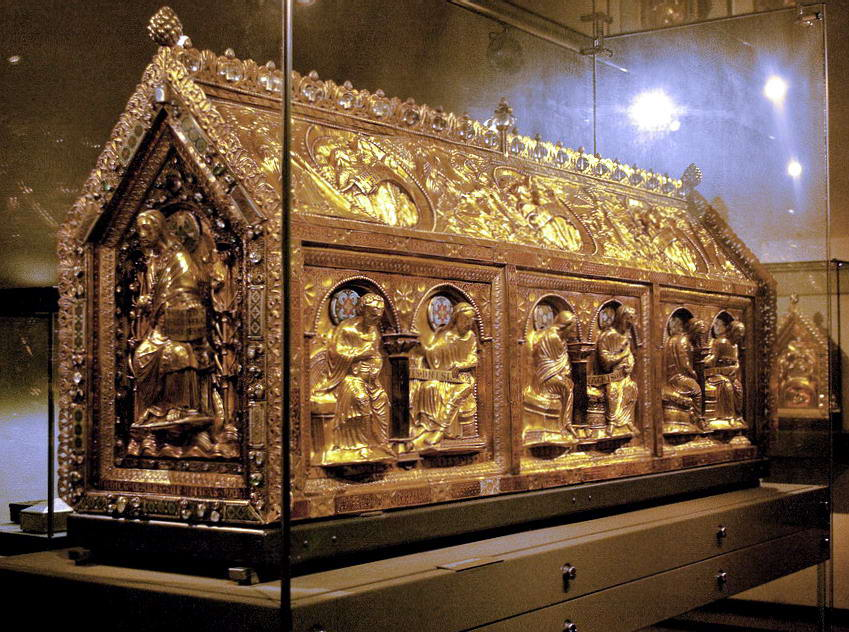
Noodkist, Maastricht
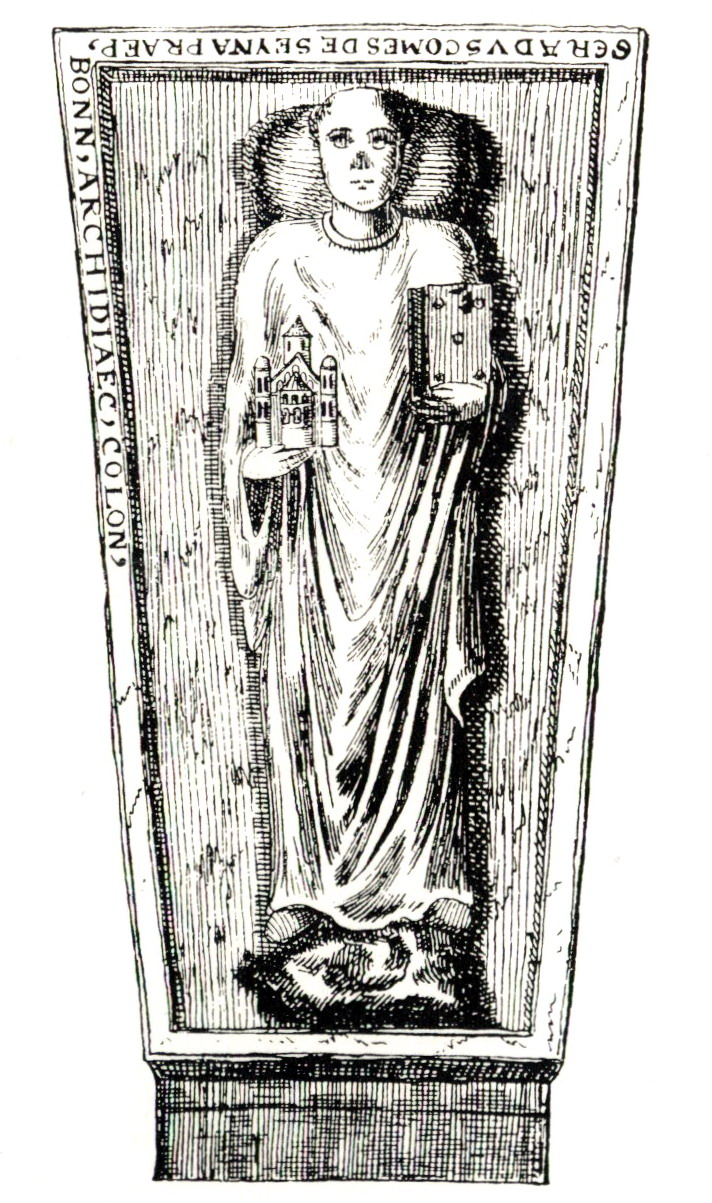
Verdwenen grafmonument, Bonn
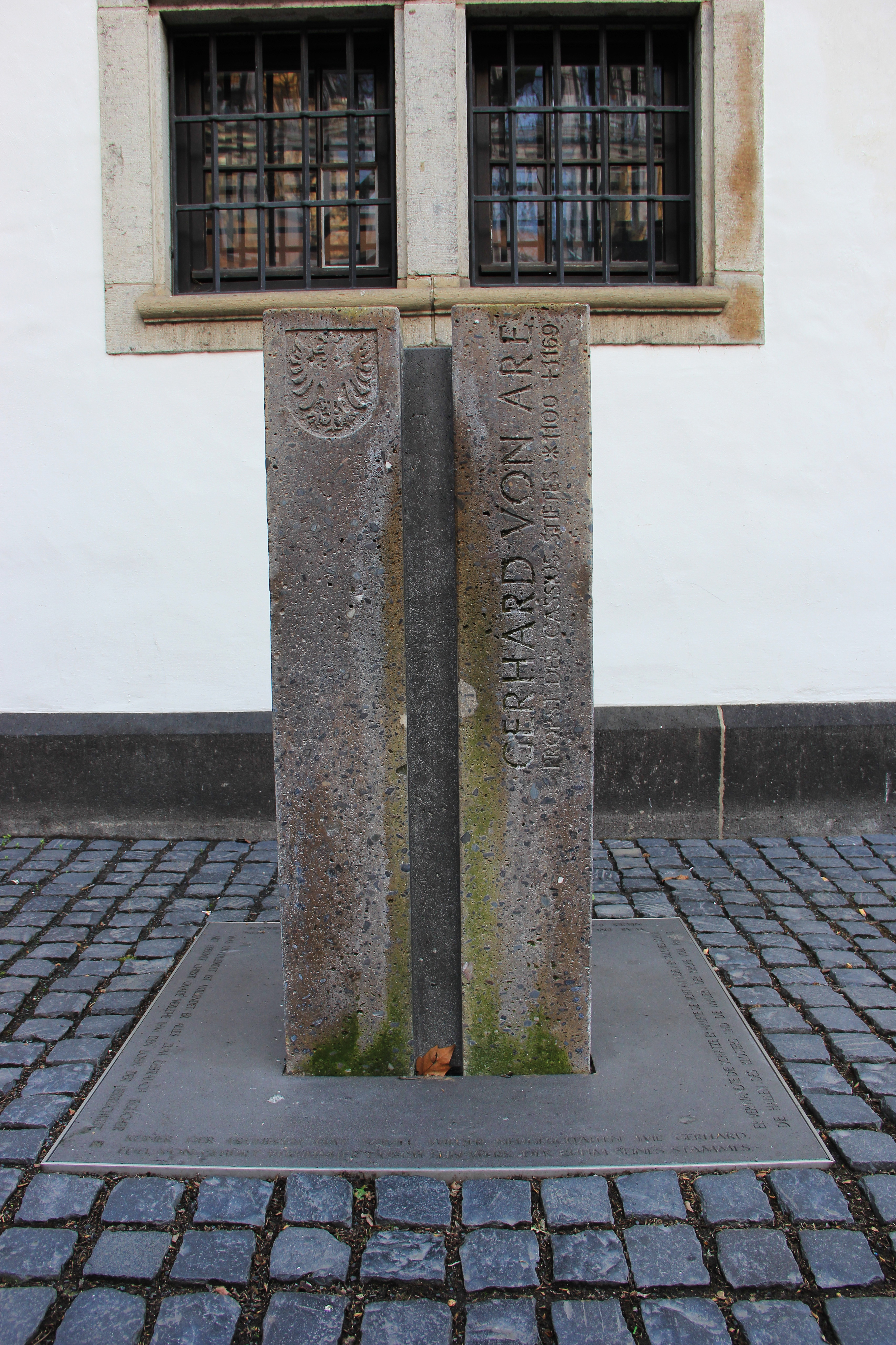
Sculptuur in Bonn